# کنیلورت
کنیلورت (به لاتین: Kenilworth) یک شهرک در آفریقای جنوبی است که در خائوتنگ واقع شده‌است. کنیلورت ۰٫۸۹ کیلومتر مربع مساحت و ۹٬۰۰۲ نفر جمعیت دارد.